# کوه ثور
کوه ثور (به عربی: جبل ثور) یک کوه در عربستان سعودی است که در استان مکه واقع شده‌است. کوه ثور ۷۵۰ متر بالاتر از سطح دریا واقع شده‌است.